# Reprezentacja Szkocji w piłce siatkowej kobiet
Reprezentacja Szkocji w piłce siatkowej kobiet – narodowa reprezentacja tego kraju, reprezentująca go na arenie międzynarodowej.

## Udział i miejsca w imprezach

### Mistrzostwa Europy
Drużyna jeszcze nigdy nie wystąpiła na Mistrzostwach Europy.

### Mistrzostwa Europy Małych Państw
| Rok  | Kraj          | Miejsce      |
| ---- | ------------- | ------------ |
| 2000 | Malta         | brak udziału |
| 2002 | Luksemburg    | brak udziału |
| 2004 | Liechtenstein | 4. miejsce   |
| 2007 | Szkocja       | 5. miejsce   |
| 2009 | Liechtenstein | brak udziału |
| 2011 | Luksemburg    | brak udziału |